# Eublemma dyscapna
Eublemma dyscapna är en fjärilsart som beskrevs av Fletcher 1961. Eublemma dyscapna ingår i släktet Eublemma och familjen nattflyn. Inga underarter finns listade i Catalogue of Life.